# Abney Park
Gli Abney Park sono un gruppo musicale gothic rock e Steampunk statunitense, formatosi a Seattle nel 1997.
Il nome del gruppo proviene dal famoso cimitero londinese Abney Park. Sono un gruppo che mescola elementi di industrial dance, world music e steampunk.

## Storia del gruppo
Gli Abney Park furono formati nel 1997 da Robert "Captain Robert" Brown, nel '98 pubblicarono il loro primo album, omonimo, Abney Park e nel '99 "Return to the Fire". Alcuni brani di questi primi due album, insieme a qualcun altro inedito, furono inseriti nel loro terzo album "Cemetry Number 1". Nei primi anni, il gruppo era caratterizzato da temi goth, culminati con il loro album del 2002 From Dream or Angels.
Nel 2005 uscì il quinto dei loro album "Taxydermy" in cui sono presenti riarrangiamenti delle vecchie canzoni e alcuni live e cover. Nel 2006 esce "The Death of Tragedy". Dopo questa release cambiano i membri del gruppo, infatti lasciano il gruppo Traci Nemeth, Krysztof Nemeth e Robert Hazelton, sostituiti da Magdalene Veen, Jean-Paul Mayden e Nathaniel Johnstone. Poco dopo, Jean-Paul lasciò la band per essere sostituito da Daniel C.
Gli Abney Park dicono di venire "da un'era che non c'è mai stata, ma che vorremo fosse esistita". Un'era dove le aeronavi fanno la guerra solcando i cieli, e dove corsetti e fasce di tessuto strette attorno alla vita sono l'abbigliamento adatto per l'avventura.
Per sottolineare la loro trasformazione, inventarono dei loro alter ego, come parte integrante alla storia di sfondo che descrive l'immaginaria storia della band come l'equipaggio di un'aeronave chiamata "Ophelia". Nella primavera del 2008, Magdalene Veen lascia la band per essere sostituita da Finn Von Claret. In quell'anno esce Lost Horizons, il loro primo album a tema Steampunk. Finn si ritirò nell'estate del 2009. Jody Ellen si unì più tardi quell'anno e fece il suo primo show al "Dragon*Con 2009". Sempre nel 2009 la band pubblicò Æther Shanties, il loro decimo album.
Gli Abney Park si sono esibiti a numerosi festival Steampunk e Goth compresi "Dracon*Con", "Saturnalia", "Utah Dark Arts", "Bats Day", "Convergence", "Ravenwood Festival", "Masque and Veil", il "Bay Area Maker Faire", e lo "Steamcon".
La loro musica è stata inclusa in alcune compilation, inclusa "Gilded Age Records' An Age Remembered: A Steampunk and Neo-Victorian Mix", "Cleopatra Records' The Unquiet Grave vol. III", "BLC Productions' Annihilation and Seduction", "Squish Me Down Records' Eighteen (Eighteen NW Bands Benefit CD)"; e in alcune colonne sonore di film come "Insomnis Amour", "Goth", e il "Lord of the Vampires". A volte chiamati "la quintessenza" delle band steampunk, gli Abney Park hanno avuto uno spazio nei media di informazione e sono stati intervistati da riviste di generi diversi e siti web,  e sono oggetto di speciali su MTV e G4TV.

## Storia fittizia
Nel 2006, gli Abney Park si trasformarono da grande band Industrial-Goth in una band Steampunk.
Dato che lo steampunk è un grande derivato della fantascienza e della letteratura fantastica, la band creò una storia di sfondo per spiegare i cambi dei componenti del gruppo e chi erano in ogni momento, ed ovviamente per creare un'ambientazione per la loro musica. Allacciandosi a questa storia, i piani della band si scontrarono con un'aeronave che viaggia nel tempo chiamata "Ophelia" -che si dice sia stata creata dal Dr. Leguminous Caligari(famoso personaggio di un film muto degli anni 20, Il gabinetto del dottor Caligari , rifatto nel 2006) - durante una strana tempesta. La band prese il comando del vascello, decidendo di diventare "Pirati di Aeronavi", e formarono la nuova band dai superstiti dell'incidente. Molte delle loro canzoni dal 2006 sono basate su questa storia.

## Formazione e membri occasionali
- Capitan Robert Brown - voce, darbuka, fisarmonica diatonica, armonica, bouzouki
- Kristina Erickson - sintetizzatore, pianoforte
- Nathaniel Johnstone - chitarra, violino, mandolino, bouzouki, banjo
- Skye Warden: chitarra, chitarra acustica, mandolino
- Derek Brown - basso
- Daniel Cederman - basso, chitarra acoustica
- Jody Ellen - voce
- Gabrielle Marshall: violino
- Petro Krysa - violino
- Megan Streeter - voce
- Richard Lopez - trombone, flauto alto
- Carey Rayburn - vintage muted trombone
- Erica Mulkey - violoncello

## Discografia

### Album in studio
- 1998 - Abney Park
- 1998 - Welcome to the Park
- 1999 - Return to the Fire
- 2000 - Cemetery Number 1
- 2001 - Twisted & Broken: Abney Park Remixed
- 2002 - From Dreams Or Angels
- 2005 - Taxidermy
- 2005 - The Death of Tragedy
- 2008 - Lost Horizons
- 2009 - Dark Christmas
- 2009 - Æther Shanties
- 2010 - The End of Days
- 2011 - Off the Grid
- 2012 - Through Your Eyes on Christmas Eve
- 2012 - Ancient World
- 2014 - The Circus At The End of The World
- 2015 - Nomad
- 2016 - Wasteland
- 2016 - Under The Floor, Over The Wall
- 2017 - Crash
- 2019 - Scallywag

### Album dal vivo
- 2014 - Abney Park: Live at the End of Days

### Raccolte
- 2015 - Retro Future Vagabond
- 2016 - Nonfiction
- 2016 - Anachronomicon

## Videografia

### DVD
- 2014 - Building Steam